# Církev C3
Celosvětová církev C3 (anglicky C3 Church Global), dříve známá jako Křesťanská městská církev (Christian City Church International (C3i)), je církevní hnutí charismatiků, které bylo založeno pastory Philem Pringlem a Christine Pringlovou. První sbor byl založen v Dee Why na plážích Northern Beaches u Sydney v Austrálii a nyní působí v Oxford Falls. Hnutí změnilo svůj název na „Církev C3“ v září 2008.
V roce 2011 existovalo 230 církevních sborů působících po celé Austrálii, na Novém Zélandu, v Severní Americe, Jižní Americe, Africe, Asii a také evropské komunity. Phil Pringle je zakladatelem a presidentem firmy C3 Church Global a Starším služebníkem největšího sboru tohoto církevního hnutí, Církve C3 v Oxford Falls v Sydney.
Celosvětová církev C3 koná každoroční mezinárodní konference, na nichž se shromažďují pastoři církevních sborů C3 z celého světa.

## Historie hnutí
Zakladatelem celosvětového hnutí je Dr. Phil Pringle – zakladatel a prezident C3 Church International a společně s manželkou Chris vedoucí pastor největšího sboru tohoto hnutí – C3 Church Oxford Falls v australském Sydney s více než 5000 členy. Dr. Pringle, vystudovaný hudební skladatel, autor knih a umělec. Je známým obhájcem vize která znovuobjevuje ztracenou oblast umění v křesťanství Phil a Christine Pringle se přestěhovali z Nového Zélandu do Sydney v roce 1980 se záměrem založit křesťanskou letniční církev. Křesťanské centrum Northside, jak se sbor původně jmenoval, začalo s 12 věřícími v oblasti Dee Why Northern Beaches města Sydney. V současnosti má Hnutí C3 Church (2011) 230 sborů po celém světě. Konkrétně v Austrálii, Novém Zélandu, v Pacifickém Regionu, Asii, Africe, Evropě a Severní i Jižní Americe. Součástí mnoha sborů jsou i vlastní školy se vzdělávacími programy zaměřujícími se na oblasti jednotlivých služeb – hudba, tanec, multimedia, vyučování, leadership a teologie. Rychlý růst letničních sborů nejen v Austrálii vyvolává četné rozporuplné reakce.

## Struktura
C3 Church Global je veden mezinárodní Výkonnou Radou jejíž členové jsou pastory jednotlivých sborů. Každý ze členů rady dohlíží a vede další vedoucí jednotlivých sborů. Nicméně C3 Church Global nemá centralizovanou strukturu. Místní sbory jsou vedeny sborovou radou. Vedení lokálních sborů odráží filosofii vedení C3 Church Global kterou vystihuje motto: "Veden především Božím povoláním a vizí více, než jen pouhými demokratickými principy.", a rozhodnutí proto nejsou činěna celosborovým hlasováním, ale týmem vedoucích služeb sboru.

## Články víry
- Věříme v to, že je jen jeden Bůh: Bůh Otec, Syn, a Duch Svatý.
- Věříme v božství našeho Pána Ježíše Krista – syna Božího; věříme v Jeho neposkvrněné početí a narození z Panny,v jeho život bez hříchu, v zázraky, které konal, v Jeho vítěznou a vykupitelskou smrt, v Jeho vzkříšení a Nanebevstoupení Letnice, Jeho vládu po pravici Boha Otce, v Jeho neustávající přímluvu za nás a Jeho blízký příchod.
- Věříme v osobu a moc Ducha Svatého a Jeho ovoce a dary přístupné skrze církev.
- Bible je živoucí Slovo Boží – neomylné, pravdivé a věčné, a je základem všeho křesťanského učení.
- Věříme v existenci zlé duchovní entity – ďábla.
- Věříme ve stav duchovní ztracenosti všech lidí a nezbytnou potřebu znovuzrození každého vírou v Ježíše Krista.
- Věříme v křest Duchem Svatým jako dar následující znovuzrozenía projevující se řečí a modlitbou v jazycích.
- Věříme ve svátost Večeře Páně a ve svátost křtu ponořením do vody pro všechny věřící.
- Věřime ve vzkříšení spasených i ztracených, prvních k věčnému životu a druhých k věčnému odloučení od Boha.
- Věříme v to, že Církev je tělo Kristovo a každý člen církve je aktivní součástí své místní církve, naplňující Velké povolání.

## Církev C3 v České republice
Církev C3 Třebíč je součástí celosvětového hnutí církví C3 Church International. V současnosti (2011) je jediným sborem C3 Church v České republice. Pastory třebíčského sboru jsou Radek Vranča a Lucka Vrančová.